# Landschaftsschutzgebiet Humme-Bachtal mit Dewesiek
Das Landschaftsschutzgebiet Humme-Bachtal mit Dewesiek mit etwa 18 ha mit Flächengröße liegt im Gemeindegebiet von Extertal in Nordrhein-Westfalen. Es wurde 2007 mit dem Landschaftsplan Nr. 5 Extertal durch den Kreistag des Kreises Lippe erstmals als Landschaftsschutzgebiet (LSG) ausgewiesen. Das LSG besteht aus zwei Teilflächen beim Weiler Reine.

## Beschreibung
Das LSG umfasst die schmale Bachaue der Humme mit Seitentälern und getrennt davon eine Teilfläche des Dewesieks. Östlich bildet teils die Landesgrenze zu Niedersachsen die Grenze und im Süden Gemeindegrenze zu Barntrup. Die Humme ist überwiegend begradigt. Nur im südlichen Abschnitt liegt ein naturnaher Bachabschnitt. Das LSG wird meist von Grünland eingenommen. Das Grünland ist teils vernässt, auch Erlenauenwald liegt in der Bachaue. Am Mühlenberg ist ein Buchenwald ohne Krautschicht einbezogen. Bei der kleinen Nebenfläche handelt es sich das Nebental des Dewesieks mit naturnahem Bachläufen.

## Schutzzwecke für das LSG
Laut Landschaftsplan erfolgte die Ausweisung des LSG:
- „zur Erhaltung und Wiederherstellung der Leistungsfähigkeit des Naturhaushaltes in ökologisch besonders wertvoll strukturierten Bereichen mit Wasser-, Klima- und Biotopschutzfunktionen,“
- „zur Erhaltung und Wiederherstellung von Quellbereichen und naturnahen Fließgewässern, Grünland, Kalkhalbtrockenrasen und naturnahen Waldbereichen unter schiedlicher Feuchtestufen, Feldgehölzen, Hecken und Obstwiesen,“
- „zur Erhaltung morphologisch ausgeprägter Bereiche zur Sicherung der landschaftlichen Eigenart und Vielfalt für die Erholung,“
- „zur Erhaltung wertvoller Biotopkomplexe aus Wald-Grünlandbereichen, Fließgewässern und Quellen sowie Biotopen nach § 62 LG mit wichtigen Refugial-, Puffer-, Trittstein- und Vernetzungsfunktionen,“
- „zur Erhaltung und Wiederherstellung wichtiger Rückzugsräume für die bedrohte Tier- und Pflanzenwelt,“
- „zur Sicherung von kulturhistorisch bedeutsamen Landschaften, z. B. Terrassenkulturlandschaften,“
- „zur Sicherung der das Orts- und Landschaftsbild gliedernden und belebenden und die dörflichen Siedlungsstrukturen prägenden Freiraumelemente.“[1]